# Tetrastichus coelarchus
Tetrastichus coelarchus är en stekelart som beskrevs av Graham 1991. Tetrastichus coelarchus ingår i släktet Tetrastichus och familjen finglanssteklar.
Artens utbredningsområde är Sverige. Arten är reproducerande i Sverige. Inga underarter finns listade i Catalogue of Life.